# Louise-Thérèse de Montaignac de Chauvance
Louise-Thérèse de Montaignac de Chauvance (Le Havre, 14 maggio 1820 – Montluçon, 27 giugno 1885) è stata una religiosa francese, fondatrice della congregazione delle Oblate del Cuore di Gesù.

## Biografia
Di nobile famiglia francese, studiò presso le Fedeli Compagne di Gesù e poi presso il collegio parigino des Oiseaux, tenuto dalle Canonichesse di Sant'Agostino della Congregazione di Nostra Signora.
Diede inizio a numerose opere per il sostentamento alle chiese povere, l'assistenza alle orfane e il sostegno alle vocazioni sacerdotali. Colpita da una malattia alle gambe, rimase per anni immobilizzata a letto.
Propagò la devozione al Sacro Cuore di Gesù e, sotto la direzione del gesuita François-Xavier Gautrelet, fondò le Oblate del Cuore di Gesù.
Fu segretaria generale dell'Apostolato della Preghiera, diretto da Henri Ramière.

## Il culto
La sua causa di canonizzazione venne introdotta nel 1914: dichiarata venerabile nel 1988, è stata proclamata beata da papa Giovanni Paolo II il 4 novembre 1990.
La sua memoria liturgica si celebra il 27 giugno.